# Forte português de Cumaú
O Forte português de Cumaú localizava-se na altura da atual ponta da Cascalheira, à margem esquerda do rio Amazonas, na antiga Província dos Tucujus, cerca de quinze quilômetros ao Sul de Macapá, no atual estado do Amapá, no Brasil.

## História
Destruído o Forte inglês de Cumaú em 1631-1632, sobre os seus vestígios foi erguido, em 1658, um novo fortim, em faxina e terra, com a mesma denominação, por Francisco da Mota Falcão. De duração efêmera, foi por sua vez sucedido pelo Forte de Santo Antônio do Macapá (1688) (GARRIDO, 1940:25).